# Kiesgrube bei Oberkirch
Das Naturschutzgebiet Kiesgrube bei Oberkirch liegt auf dem Gebiet der kreisfreien Stadt Trier in Rheinland-Pfalz. Das 4,7 ha große Gebiet, das im Jahr 1986 unter Naturschutz gestellt wurde, erstreckt sich im Trierer Stadtteil Zewen zwischen der unweit nördlich verlaufenden B 49 und der unweit südlich fließenden Mosel.
Es handelt sich um ein Stillgewässer im Bereich der Moseltalaue und der Randbereiche. Dazu gehört ein extensiv genutzter Streuobstbestand. Im und am Gewässer finden sich Wasservögel, Amphibien, Reptilien, Insekten und Nesseltiere (z. B. Süßwasserqualle).

## Geschichte
Das Naturschutzgebiet wurde 1986 ausgewiesen. Es ist das älteste und heute (2018) kleinste Naturschutzgebiet der Stadt Trier.

## Lage und Schutzzwecke

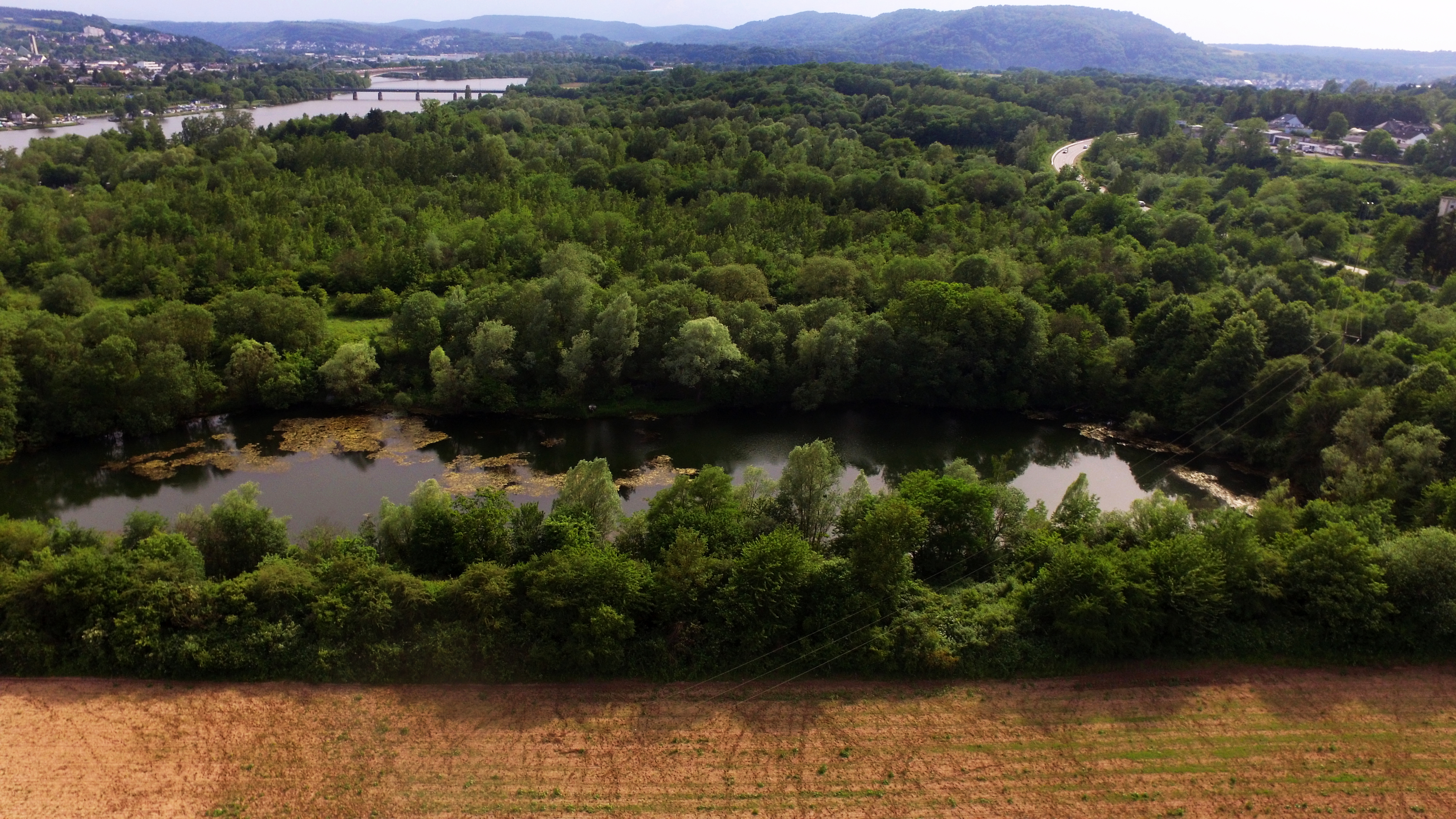
Im Vordergrund das Naturschutzgebiet, links die Mosel mit der Konzer Eisenbahnbrücke und der Saarmündung

Der größte Teil des 4,7 Hektar großen Schutzgebiets besteht aus einem Grundwassersee im Bereich der Moselauen, in dem bis in die 1980er Jahre Kies abgebaut wurde. Im Rahmen eines Schulprojekts wurde in der zuerst zur Verfüllung oder als Badesee vorgesehenen Grube eine Population von Süßwasserquallen, der einzigen Quallenart im mitteleuropäischen Binnenland, entdeckt. Dies war der Anlass, das Gewässer und seine Randbereiche als Naturschutzgebiet auszuweisen.
Schutzzweck ist seitdem die Erhaltung, Sicherung und Stabilisierung eines naturnahen von Menschen errichteten stehenden Gewässers im Bereich der ehemaligen Moselauen und einschließlich des extensiv genutzten Streuobstbestandes zur Erhaltung von Lebensgemeinschaften seltener und bestandbedrohter Tierarten, insbesondere Wasservögel, Amphibien, Reptilien, Insekten und Nesseltiere (z. B. Süßwassermeduse).
Das Naturschutzgebiet hat heute eine Vernetzungsfunktion als Trittsteinbiotop insbesondere für durchziehende Vögel, die auch vom Insektenreichtum angezogen werden: Neben vielen Schmetterlingen, Wespen und Bienen wurden allein elf Libellenarten nachgewiesen.

## Nutzung
Das Naturschutzgebiet ist normalerweise nicht zugänglich. Es besteht am Rand aus dichtem Strauchwerk und ist mit einem über 2 m hohen Maschendrahtzaun eingezäunt. Die Eingangstür ist mit einer Stahlkette und einem Vorhängeschloss gesichert.